# Abu Dhabis Grand Prix 2024
Abu Dhabis Grand Prix 2024 (officielt navn: Formula 1 Etihad Airways Abu Dhabi Grand Prix 2024) var et Formel 1-løb, som blev kørt den 8. december 2024 på Yas Marina Circuit i Abu Dhabi, Forenede Arabiske Emirater. Det var det fireogtyvende og sidste løb i Formel 1-sæsonen 2024.
Resultatet af ræset betød at McLaren vandt konstruktørmesterskabet i sæsonen, hvilke var deres første mesterskab siden 1998. Ræset var det sidste for Valtteri Bottas, Zhou Guanyu, Franco Colapinto og Kevin Magnussen i Formel 1. Det var også det sidste ræs for Lewis Hamilton med Mercedes, hvor han med 246 ræs kørt holder rekorden for flest ræs kørt for et hold i Formel 1 nogensinde.

## Kvalifikation
| Pos.               | Nr. | Kører            | Konstruktør                  | Del 1    | Del 2    | Del 3    | Grid |
| ------------------ | --- | ---------------- | ---------------------------- | -------- | -------- | -------- | ---- |
| 1                  | 4   | Lando Norris     | McLaren-Mercedes             | 1.23,682 | 1.23,098 | 1.22,595 | 1    |
| 2                  | 81  | Oscar Piastri    | McLaren-Mercedes             | 1.23,640 | 1.23,199 | 1.22,804 | 2    |
| 3                  | 55  | Carlos Sainz Jr. | Ferrari                      | 1.23,487 | 1.22,985 | 1.22,824 | 3    |
| 4                  | 27  | Nico Hülkenberg  | Haas-Ferrari                 | 1.23,722 | 1.23,040 | 1.22,886 | 71   |
| 5                  | 1   | Max Verstappen   | Red Bull Racing-Honda RBPT   | 1.23,516 | 1.22,998 | 1.22,945 | 4    |
| 6                  | 10  | Pierre Gasly     | Alpine-Renault               | 1.23,548 | 1.23,086 | 1.22,984 | 5    |
| 7                  | 63  | George Russell   | Mercedes                     | 1.23,678 | 1.23,283 | 1.23,132 | 6    |
| 8                  | 14  | Fernando Alonso  | Aston Martin Aramco-Mercedes | 1.23,794 | 1.23,268 | 1.23,196 | 8    |
| 9                  | 77  | Valtteri Bottas  | Kick Sauber-Ferrari          | 1.23,481 | 1.23,341 | 1.23,204 | 9    |
| 10                 | 11  | Sergio Pérez     | Red Bull Racing-Honda RBPT   | 1.23,559 | 1.23,379 | 1.23,264 | 10   |
| 11                 | 22  | Yuki Tsunoda     | RB-Honda RBPT                | 1.23,735 | 1.23,419 | N/A      | 11   |
| 12                 | 30  | Liam Lawson      | RB-Honda RBPT                | 1.23,733 | 1.23,472 | N/A      | 12   |
| 13                 | 18  | Lance Stroll     | Aston Martin Aramco-Mercedes | 1.23,729 | 1.23,784 | N/A      | 13   |
| 14                 | 16  | Charles Leclerc  | Ferrari                      | 1.23,302 | 1.23,833 | N/A      | 192  |
| 15                 | 20  | Kevin Magnussen  | Haas-Ferrari                 | 1.23,632 | 1.23,877 | N/A      | 14   |
| 16                 | 23  | Alexander Albon  | Williams-Mercedes            | 1.23,821 | N/A      | N/A      | 183  |
| 17                 | 24  | Zhou Guanyu      | Kick Sauber-Ferrari          | 1.23,880 | N/A      | N/A      | 15   |
| 18                 | 44  | Lewis Hamilton   | Mercedes                     | 1.23,887 | N/A      | N/A      | 16   |
| 19                 | 43  | Franco Colapinto | Williams-Mercedes            | 1.23,912 | N/A      | N/A      | 204  |
| 20                 | 61  | Jack Doohan      | Alpine-Renault               | 1.24,105 | N/A      | N/A      | 17   |
| 107%-tid: 1.29,133 |     |                  |                              |          |          |          |      |
| Kilde:             |     |                  |                              |          |          |          |      |

Noter:
↑1 - Nico Hülkenberg blev givet en 3-plads straf for at overhæle to biler i pitlane.
↑2 - Charles Leclerc blev givet en 10-plads straf for at skifte dele af sit batteri.
↑3 - Alexander Albon blev givet en 5-plads straf for at skifte sin gearkasse.
↑4 - Franco Colapinto blev givet en 5-plads straf for at skifte sin gearkasse.

## Resultat
| Pos.                                                             | Nr. | Kører            | Konstruktør                  | Omgange | Tid/Udgået  | Startpos. | Point |
| ---------------------------------------------------------------- | --- | ---------------- | ---------------------------- | ------- | ----------- | --------- | ----- |
| 1                                                                | 4   | Lando Norris     | McLaren-Mercedes             | 50      | 1:26.33,291 | 1         | 25    |
| 2                                                                | 55  | Carlos Sainz Jr. | Ferrari                      | 50      | +5,832      | 3         | 18    |
| 3                                                                | 16  | Charles Leclerc  | Ferrari                      | 50      | +31,928     | 19        | 15    |
| 4                                                                | 44  | Lewis Hamilton   | Mercedes                     | 50      | +36,483     | 16        | 12    |
| 5                                                                | 63  | George Russell   | Mercedes                     | 50      | +37,538     | 6         | 10    |
| 6                                                                | 1   | Max Verstappen   | Red Bull Racing-Honda RBPT   | 50      | +49,847     | 4         | 8     |
| 7                                                                | 10  | Pierre Gasly     | Alpine-Renault               | 15      | +1.12,560   | 5         | 6     |
| 8                                                                | 27  | Nico Hülkenberg  | Haas-Ferrari                 | 50      | +1.15,554   | 7         | 4     |
| 9                                                                | 14  | Fernando Alonso  | Aston Martin Aramco-Mercedes | 50      | +1.22,373   | 8         | 2     |
| 10                                                               | 81  | Oscar Piastri    | McLaren-Mercedes             | 50      | +1.23,821   | 2         | 1     |
| 11                                                               | 23  | Alexander Albon  | Williams-Mercedes            | 25      | +1 omgang   | 18        |       |
| 12                                                               | 22  | Yuki Tsunoda     | RB-Honda RBPT                | 50      | +1 omgang   | 11        |       |
| 13                                                               | 24  | Zhou Guanyu      | Kick Sauber-Ferrari          | 50      | +1 omgang   | 15        |       |
| 14                                                               | 18  | Lance Stroll     | Aston Martin Aramco-Mercedes | 50      | +1 omgang2  | 13        |       |
| 15                                                               | 61  | Jack Doohan      | Alpine-Renault               | 49      | +1 omgang   | 17        |       |
| 16                                                               | 20  | Kevin Magnussen  | Haas-Ferrari                 | 50      | +1 omgang   | 14        |       |
| 173                                                              | 30  | Liam Lawson      | RB-Honda RBPT                | 50      | Bremser     | 12        |       |
| Ret                                                              | 77  | Valtteri Bottas  | Kick Sauber-Ferrari          | 49      | Sammenstød  | 9         |       |
| Ret                                                              | 43  | Franco Colapinto | Williams-Mercedes            | 50      | Motor       | 20        |       |
| Ret                                                              | 11  | Sergio Pérez     | Red Bull Racing-Honda RBPT   | 50      | Sammenstød  | 10        |       |
| Hurtigste omgang: Kevin Magnussen (Haas) - 1.25,637 (omgang 57)1 |     |                  |                              |         |             |           |       |
| Kilde:                                                           |     |                  |                              |         |             |           |       |

Noter:
↑1 - Kevin Magnussen satte den hurtigste omgang, men blev ikke givet et ekstra point for det, da point for hurtigste omgang kun gives hvis køreren slutter i top 10 i ræset.
↑2 - Lance Stroll blev givet en 5-sekunders straf for at køre af banen. Hans slutposition gik som resultat fra 12. til 14. pladsen.
↑3 - Liam Lawson udgik af ræset, men blev klassificeret som færdiggjort, i det at han havde kørt mere end 90% af ræsdistancen.

## Stilling i mesterskaberne efter løbet
| Pos. | Kører            | Point |
| ---- | ---------------- | ----- |
| 1    | Max Verstappen   | 437   |
| 2    | Lando Norris     | 374   |
| 3    | Charles Leclerc  | 356   |
| 4    | Oscar Piastri    | 292   |
| 5    | Carlos Sainz Jr. | 290   |

| Pos. | Konstruktør           | Point |
| ---- | --------------------- | ----- |
| 1    | McLaren-Mercedes      | 666   |
| 2    | Ferrari               | 652   |
| 3    | Red Bull-Honda RBPT   | 589   |
| 4    | Mercedes              | 468   |
| 5    | Aston Martin-Mercedes | 94    |